# Christopher Tevez
Christopher Tevez Ocampo ist ein peruanischer Poolbillardspieler.

## Karriere
Im September 2009 gewann Christopher Tevez die Panamerikameisterschaft der Junioren im 9-Ball und im 10-Ball. Bei der Panamerikameisterschaft 2011 gewann er durch einen Finalsieg gegen den Venezolaner Jonny Martínez die Goldmedaille im 9-Ball der Herren. Ein Jahr später verlor er im Finale gegen Jalal Yousef. Im September 2013 nahm Tevez erstmals an der 9-Ball-Weltmeisterschaft teil und schied dort sieglos in der Vorrunde aus. Im Juli 2014 wurde er im Finale gegen den Guatemalteken Luis Lemus zum zweiten Mal Panamerikameister im 9-Ball. Bei der Panamerikameisterschaft 2015 gelang es ihm, den Titel im Finale gegen Ariel Casto zu verteidigen. Im September 2015 schied er bei der 9-Ball-WM in der Vorrunde aus. Bei der 9-Ball-WM 2016 gelang ihm ein 9:6-Auftaktsieg gegen den früheren Weltmeister Daryl Peach. Anschließend verlor er jedoch gegen Francisco Sánchez und Roberto Gomez und schied damit erneut in der Vorrunde aus. Bei der Panamerikameisterschaft 2016 gewann er die Bronzemedaille im 8-Ball.
2015 bildete Tevez gemeinsam mit Manuel Chau das peruanische Team, das beim World Cup of Pool in der ersten Runde gegen die Österreicher Albin Ouschan und Mario He ausschied.
Tevez spielt auch Karambolage. Im Dezember 2015 schied er bei der Dreiband-Weltmeisterschaft in der Gruppenphase aus.

## Erfolge
| 9-Ball-Juniorenpanamerikameister:  | 2009             |
| 10-Ball-Juniorenpanamerikameister: | 2009             |
| 9-Ball-Panamerikameister:          | 2011, 2014, 2015 |